# Lijst van Stolpersteine in Heemstede

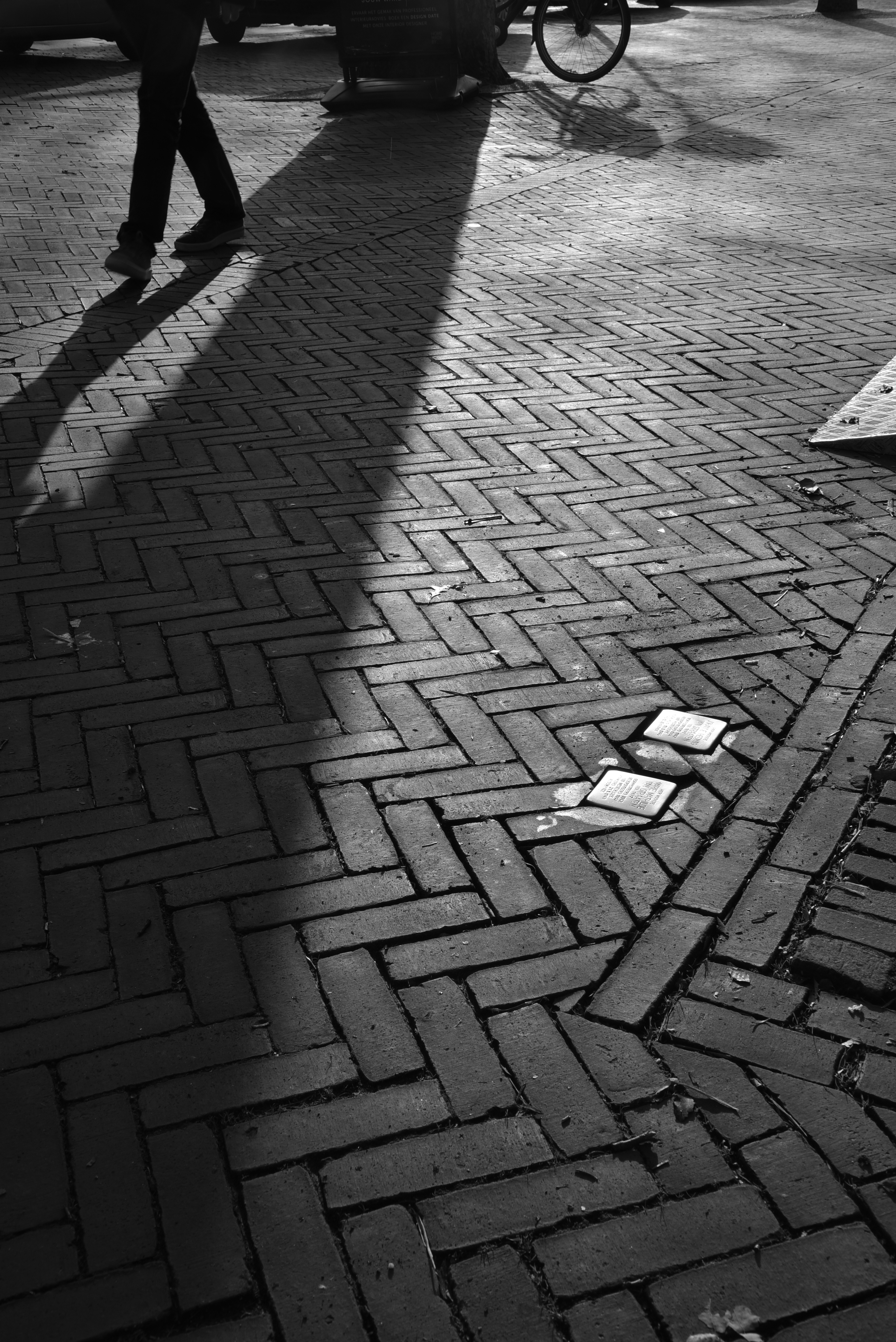
Stolpersteine voor het echtaar Van Straaten, Binnenweg 91

De lijst van Stolpersteine in Heemstede geeft een overzicht van de gedenkstenen in de gemeente Heemstede in de Nederlandse provincie Noord-Holland die zijn geplaatst in het kader van het Stolpersteine-project van de Duitse beeldhouwer-kunstenaar Gunter Demnig.
Stolpersteine zijn opgedragen aan slachtoffers van het nationaalsocialisme, al diegenen die zijn vervolgd, gedeporteerd, vermoord, gedwongen te emigreren of tot zelfmoord gedreven door het nazi-regime. Demnig legt voor elk slachtoffer een aparte steen, meestal voor de laatste zelfgekozen woning.
Omdat het Stolpersteine-project doorloopt, kan deze lijst onvolledig zijn.

## Stolpersteine
In Heemstede liggen zestien Stolpersteine op vijf adressen.

### Heemstede
| Stolperstein | Inscriptie | Adres            | Herdachte persoon                          |
| ------------ | --- | ---------------- | ------------------------------------------ |
|              | HIER WOONDE ABRAHAM DANIËLS GEB. 1873 VERMOORD 2.11.1942 AUSCHWITZ                                                                                  | Narcissenlaan 26 | Abraham Daniëls (1873–1942)                |
|              | HIER WOONDE HENRIËTTE DANIËLS- VAN WEST GEB. 1884 VERMOORD 2.11.1942 AUSCHWITZ                                                                      | Narcissenlaan 26 | Henriëtte Daniëls-van West (1884–1942)     |
|              | HIER WOONDE ABRAHAM KANNEGIETER GEB. 1908 GEÏNTERNEERD 28-11-1942 GEDEPORTEERD 27-4-1943 UIT WESTERBORK VERMOORD 30-4-1943 SOBIBOR                  | Cruquiusweg 150  | Abraham Kannegieter (1908–1943)            |
|              | HIER WOONDE JACOB SIMON KANNEGIETER GEB. 1930 GEÏNTERNEERD 28-11-1942 GEDEPORTEERD 27-4-1943 UIT WESTERBORK VERMOORD 30-4-1943 SOBIBOR              | Cruquiusweg 150  | Jacob Simon Kannegieter (1930–1943)        |
|              | HIER WOONDE MAURICE KANNEGIETER GEB. 1940 GEÏNTERNEERD 28-11-1942 GEDEPORTEERD 27-4-1943 UIT WESTERBORK VERMOORD 30-4-1943 SOBIBOR                  | Cruquiusweg 150  | Maurice Kannegieter (1940–1943)            |
|              | HIER WOONDE BELIA KANNEGIETER- KOKERNOOT GEB. 1908 GEÏNTERNEERD 28-11-1942 GEDEPORTEERD 27-4-1943 UIT WESTERBORK VERMOORD 30-4-1943 SOBIBOR         | Cruquiusweg 150  | Belia Kannegieter-Kokernoot (1908–1943)    |
|              | HIER WOONDE BERNARD MORITZ SCHUSTER GEB. 1888 GEDEPORTEERD 8-8-1942 UIT WESTERBORK VERMOORD 13-8-1942 AUSCHWITZ                                     | Narcissenlaan 16 | Bernard Moritz Schuster (1888–1942)        |
|              | HIER WOONDE KLAUS MICHAEL SCHUSTER GEB. 1931 GEDEPORTEERD 16-11-1943 UIT WESTERBORK VERMOORD 19-11-1943 AUSCHWITZ                                   | Narcissenlaan 16 | Klaus Michael Schuster (1931–1943)         |
|              | HIER WOONDE WERNER ALEXANDER SCHUSTER GEB. 1933 GEDEPORTEERD 16-11-1943 UIT WESTERBORK VERMOORD 19-11-1943 AUSCHWITZ                                | Narcissenlaan 16 | Werner Alexander Schuster (1933–1943)      |
|              | HIER WOONDE ROSA SCHUSTER- MONACHIMOFF GEB. 1898 GEDEPORTEERD 8-8-1942 UIT WESTERBORK VERMOORD 13-8-1942 AUSCHWITZ                                  | Narcissenlaan 16 | Rosa Schuster-Monachimoff (1898–1942)      |
|              | HIER WOONDE JOHANNE HEDWIG VAN STRAATEN GEB. 1891 GEARRESTEERD 1942 GEDEPORTEERD 1944 UIT WESTERBORK BEZWEKEN 12.5.1945 THERESIENSTADT              | Binnenweg 91     | Johanne Hedwig van Straaten (1891-1945)    |
|              | HIER WOONDE MARIE MATHILDE VAN STRAATEN GEB. 1897 GEARRESTEERD 1942 GEDEPORTEERD 1943 UIT WESTERBORK VERMOORD 21.1.1943 AUSCHWITZ                   | Binnenweg 91     | Marie Mathilde van Straaten (1897-1943)    |
|              | HIER WOONDE BERTHA CAROLINA WALLAGE GEB. 1930 GEDWONGEN VERHUISD 18-1-1943 GEDEPORTEERD 11-5-1943 UIT WESTERBORK VERMOORD 14-5-1943 SOBIBOR         | Javalaan 59      | Bertha Carolina Wallage (1930–1943)        |
|              | HIER WOONDE CAROLINA SELMA WALLAGE GEB. 1934 GEDWONGEN VERHUISD 18-1-1943 GEDEPORTEERD 11-5-1943 UIT WESTERBORK VERMOORD 14-5-1943 SOBIBOR          | Javalaan 59      | Carolina Selma Wallage (1934–1943)         |
|              | HIER WOONDE LEVIE WALLAGE GEB. 1900 GEDWONGEN VERHUISD 18-1-1943 GEDEPORTEERD 11-5-1943 UIT WESTERBORK BEZWEKEN 30-11-1943 DOROHUCZA                | Javalaan 59      | Levie Wallage (1900–1943)                  |
|              | HIER WOONDE STIENTJE WALLAGE- VAN COEVORDEN GEB. 1907 GEDWONGEN VERHUISD 18-1-1943 GEDEPORTEERD 11-5-1943 UIT WESTERBORK VERMOORD 14-5-1943 SOBIBOR | Javalaan 59      | Stientje Wallage-van Coevorden (1907–1943) |

## Data van plaatsingen
- 4 oktober 2019: twee Stolpersteine op Narcissenlaan 26
- 26 mei 2021: twee Stolpersteine op Binnenweg 91
- 24 november 2023: vier Stolpersteine op Cruquiusweg 150
- 23 oktober 2024: vier Stolpersteine op Javalaan 59
- 11 november 2024: vier Stolpersteine op Narcissenlaan 16